# Swiss Re
Swiss Re sau Swiss Reinsurance, un nume englezesc, sau în germană: Schweizerische Rückversicherungs-Gesellschaft AG, este una din cele mai mari companii de reasigurare din lume. Este o societate pe acțiuni (S.A.).